# Cornelis Vreeswijk
Cornelis Vreeswijk (født 8. august 1937 i IJmuiden, Nederlandene – død 12. november 1987 i Stockholm) var en nederlandsk-svensk trubadur, komponist og digter.
Cornelis Vreeswijk var inspireret af både den franske chanson, jazzen og den amerikanske blues, som han formåede at kombinere med den svenske visetradition iblandet litterære impulser fra forfattere som Gunnar Ekelöf og Aksel Sandemose. Det udløste en enorm produktion af sange og viser. Senere blev han også påvirket af den latinamerikanske samba i forbindelse med en filmoptagelse i Brasilien.
Cornelis Vreeswijk var i Sverige en særdeles folkekær visesanger og anses sammen med Carl Michael Bellman og Evert Taube, som han begge fortolkede, som en svensk nationalskjald; uagtet at han aldrig blev svensk statsborger. I lighed med mange andre nederlændere flyttede hans forældre til Sverige efter 2. verdenskrig og bosatte sig i 1950 på Ekerö med deres børn.
Cornelis' tidlige kærlighed til den svenske poesi gjorde, at han hurtigt lærte det svenske sprog, og han forlod den svenske folkeskole med gode karakterer. Han studerede ved Socialhögskolan i Stockholm for at blive journalist og begyndte samtidigt at optræde som visesanger. Han blev hurtigt populær blandt bohemer og intellektuelle i Stockholm.
Han blev bemærket af den svenske visesanger og bellmanfortolker Fred Åkerström, der kontaktede producenten Anders Burman for at indspille en plade med Cornelis' viser. Da Anders Burman hørte Cornelis synge, besluttede han at indspille pladen med Cornelis selv. I 1964 kunne Cornelis Vreeswijk udgive sin første plade, Ballader och oförskämdheter, og året efter drog han på sverigesturné med Fred Åkerström og sangerinden Ann-Louise Hanson.
I den brede offentlighed blev han mest kendt for sine oversættelser af viserne I natt jag drömde, Brev från kolonien og den småsjofle vise om Hönan Agda – hvilken han ifølge eget udsagn blev meget træt af. Han opnåede også anerkendelse for sin medvirken i den svenske udgave af Jesus Christ Superstar, hvor han spillede Pontius Pilatus, og som Tevye i Spillemand på en tagryg. Han udgav også digtsamlinger og medvirkede i flere film bl.a. Rännstensungar fra 1974, hvor han spillede den flinke Farbror Fahlén, der tager sig af en lam pige.
Som Bellman og Taube havde han et persongalleri, der gik igen i hans viser. Der var bl.a. Ann-Katarin, Frederik Åkare og Polaren Pär, som han brugte til at udtrykke et solidaritet med de utilpassede ved en blanding af slang og det mere formelle svenske sprog; alt i et personligt udtryk.
Det var ikke alle, der værdsatte hans ligefremme og personlige stil, og flere af hans sange var i dele af 1960'erne og 1970'erne bandlyste i Sveriges Radio. Men hans popularitet var ikke til at tage fejl af, og flere af hans shows og optrædener blev vist på svensk tv, og i 1986 lavede Agneta Brunius en dokumentarfilm, Balladen om den flygande holländaren.
Cornelis Vreeswijk forsøgte sig også med en karriere i sit fødeland, men slog aldrig rigtigt igennem. Nederlænderne fandt ham lidt gammeldags, og hans lange ophold i Sverige havde gjort hans nederlandske sprog lidt rustent og ude af trit med det nederlandske, der taltes i 1970'erne og 1980'erne. Han opnåede dog en vis opmærksomhed med singlerne Veronica og De nozem en de non. Han opnåede stor anerkendelse for og succes med  Felicias svenska suite, som blev udgivet i 1978. De fleste viser på dette album handler om Aksel Sandemoses romanfigur Felicia som figurerer i dennes roman Varulven (1958).
Cornelis Vreeswijk levede til fulde op til billedet af et kunstnergeni, der brændte sit lys i begge ender. Hans personlighed gemte en mørk side, der kom til udtryk i skatteunddragelse, værtshusslagsmål og misbrug af euforiserende stoffer – men som trubadur var han, og er stadig en af de største i Sverige.
I 1987 fik Cornelis Vreeswijk Nils Ferlin-Sällskapets trubadurpris. Senere samme år døde han af leverkræft på Södersjukhuset i Stockholm. Cornelis Vreeswijk blev begravet på Katarina kyrkogård i Stockholm.
Efter hans død er hans popularitet stadig intakt, ligefrem stigende, og hans plader sælges stadig i store oplag i Sverige. Den royalty hans pladesalg indbringer, tilfalder en fond, der forvaltes af Cornelissälskapet, der hvert år siden 1988 har uddelt Cornelis Vreeswijk-stipendiatet til en svensk sanger, der har udmærket sig. Blandt modtagerne af stipendiet er så meriterede kunstnere som Monica Zetterlund, Olle Adolphson, Sven-Bertil Taube, Mikael Wiehe og hans egen søn Jack Vreeswijk, der har løftet arven efter sin far. Sønnen har fungeret som producer af en dramadokumentar, Cornelis fra 2010, hvor Hans Erik Dyvik Husby spiller hovedrollen som Cornelis og Daniel Dencik har rollen som Fred Åkerström.
Der er skrevet flere biografier om Cornelis Vreeswijk, hvoraf den mest omfattende er Oscar Hedlunds Cornelis: scener ur en ävertyrares liv fra 2000. Her omtales bl.a. den kvinde, der var forbillede til figuren Ann-Katarin. En veninde til Cornelis, der døde af stofmisbrug.
Cornelis Vreeswijk var gift tre gange, og havde fra sit første ægteskab sønnen Jack Vreeswijk.

## Diskografi
- 1964 – Ballader och oförskämdheter
- 1965 – Cornelis live
- 1965 – Visor och oförskämdheter
- 1965 – Ballader och Grimascher
- 1966 – Grimascher och telegram
- 1968 – Tio vackra visor och personliga person
- 1969 – Cornelis sjunger Taube
- 1970 – Poem, ballader och lite blues
- 1971 – Spring mot Ulla, spring! Cornelis sjunger Bellman
- 1972 – Cornelis live!
- 1972 – Visor, svarta och röda
- 1973 – Istället för vykort
- 1973 – Linnéas fina visor
- 1974 – Getinghonung
- 1976 – Narrgnistor och transkriptioner
- 1977 – Movitz! Movitz!
- 1978 – Cornelis sjunger Victor Jara
- 1978 – Narrgnistor 2, En halv böj blues och andra ballader
- 1978 – Felicias svenska suite
- 1979 – Vildhallon
- 1979 – Cornelis – Live. Montmartre-Köpenhamn Vol 1
- 1979 – Cornelis – Live. Montmartre-Köpenhamn Vol 2
- 1979 – Cornelis – Live. Montmatre-Köpenhamn
- 1979 – Jazz incorporated
- 1980 – Bananer – bland annat
- 1980 – En spjutkastares visor
- 1981 – Alla har vi varit små – Cornelis sjunger Povel/1
- 1981 – The gräsänkling blues – Cornelis sjunger Povel/2
- 1981 – Turistens klagan
- 1981 – Hommager och Pamfletter
- 1981 – Cornelis sjunger Povel
- 1985 – Cornelis Bästa
- 1985 – Mannen som älskade träd
- 1986 – I elfte timmen
- 1987 – Till Fatumeh, rapport från de osaligas ängder

Efter hans død er udkommet:
- 1994 Mäster Cees Memoarer vol. 1-5
- 1995 Cornelis på Mosebacke

I Nederlandene udgav han:
- 1972 – Cornelis Vreeswijk
- 1973 – Leven en laten leven
- 1974 – Liedjes voor de Pijpendraaier en mijn Zoetelief
- 1976 – Foto's en een souvenir: Vreeswijk zingt Croce
- 1977 – Het recht om in vrede te leven
- 1978 – Het beste van Cornelis Vreeswijk
- 1982 – Ballades van de gewapende bedelaar

## Filmografi
- 1965 – Hej du glada sommar!!!
- 1965 – Salta gubbar och sextanter
- 1967 – Drra på – kul grej på väg till Götet
- 1968 – Svarta palmkronor
- 1970 – Kyrkoherden
- 1971 – Niklas och Figuren
- 1974 – Rännstensungar
- 1978 – Marjol och Cornelis på cirkus (tv-produktion)
- 1982 – Ingenjör Andrées luftfärd

## Eksterne link og kildehenvisninger
- Cornelis Vreeswijk på gravsted.dk
- Cornelis Vreeswijk på Internet Movie Database (engelsk)
- Cornelis Vreeswijk på Filmdatabasen
- Cornelis Vreeswijk på Svensk Filmdatabas (svensk)
- Cornelis Vreeswijk på AlloCiné (fransk)
- Cornelis Vreeswijk på Turner Classic Movies (engelsk)
- Cornelis Vreeswijk på Rotten Tomatoes (engelsk)
- Cornelis Vreeswijk på TV Guide (engelsk)
- Cornelis Vreeswijk på The Movie Database (engelsk)
- Cornelis Vreeswijk på DR musik
- Cornelis Vreeswijk på Allmusic
- Cornelis Vreeswijk på Discogs
- Cornelis Vreeswijk på MusicBrainz
- Cornelis Vreeswijk på Last.fm
- Cornelis Vreeswijk på Myspace
- Cornelis Vreeswijk på Myspace
- Cornelis Vreeswijk på SoundCloud
- Cornelis Vreeswijksällskapet Arkiveret 13. august 2007 hos  Wayback Machine (svensk)
- Cornelis Vreeswijk Genootschap (nederlandsk/hollandsk)
- Corneliskomitéen på Christianshavn Arkiveret 24. maj 2006 hos  Wayback Machine (dansk)
- Cornelis Vreeswijk LYRICS Arkiveret 26. maj 2006 hos  Wayback Machine (engelsk)
- "Brevet från kolonien", text på svenska (svensk)
- Cornelis danske fodspor (dansk)